# 南大阪聖書教会
南大阪聖書教会（みなみおおさかせいしょきょうかい）は、大阪府泉大津市に所在するプロテスタント教会である。
福音交友会から独立した浜寺聖書教会の伝道所であった緑町聖書教会の牧師だった古林三樹也が泉大津バイブルセンターとして開拓伝道を開始したのが始まりである。古林氏は大阪府立三国丘高等学校の同級生である浦野寿真子（現：古林寿真子）を教会に導き、結婚後ににエストライク（元福音派教会宣教師）の勧めでダラス神学校に進学。帰国後に開拓伝道を行い、教会堂を大きく成長させた。
また、泉大津バイブルセンターは元々寿真子婦人が自宅を開放して開拓された教会であり、何度か変遷を繰り返し、後に現在の名前となった。単立教会で、日本福音同盟に加盟している。なお、緑町聖書教会は現在津久野キリスト恵み教会と名称変更している。その後、古林三樹也の妻である古林寿真子が主任牧師となり、現在は次男の古林陽作人が南大阪聖書教会主任牧師をしている。
ゴスペル歌手・山本信一郎によって、ゴスペルクワイヤー「Bread & Wine」が設立され、本教会にて毎月コンサートが行われている。2007年に新会堂が設立され、カフェもオープンした。なお、新会堂が完成した際はハレルヤコミュニティーチャーチの榊山清志を呼んで祝福を受けた（※なお、古林氏は榊山氏と親交が深いことでも知られ、教会堂の工事も榊山に依頼した）。
またフェローシップ・ディーコンリー教団の堺育麦キリスト教会の牧師・豊島守、三女でKGKのスタッフである豊島道子は当教会出身であるが、諸事情により転会している。

## 所在地
- 〒595-0026　大阪府泉大津市東雲町9-39

## 歴史
- 1972年10月1日　古林寿真子師へ主より召命[1]
- 1973年9月2日　正式に教会としてのスタート
- 1975年11月9日　第一チャペル会堂献堂